# Elezioni generali in Uganda del 2016
Le elezioni generali in Uganda del 2016 si tennero il 18 febbraio per l'elezione del Presidente e il rinnovo del Parlamento.

## Risultati

### Elezioni presidenziali
| Candidati              | Partiti                              | Voti      | %     |
| ---------------------- | ------------------------------------ | --------- | ----- |
| Yoweri Museveni        | Movimento di Resistenza Nazionale    | 5 971 872 | 60,62 |
| Kizza Besigye          | Forum per il Cambiamento Democratico | 3 508 687 | 35,61 |
| Amama Mbabazi          | Indipendente                         | 136 519   | 1,39  |
| Abed Bwanika           | Partito dello Sviluppo del Popolo    | 89 005    | 0,90  |
| Venansius Baryamureeba | Indipendente                         | 52 798    | 0,54  |
| Faith Kyalya           | Indipendente                         | 42 833    | 0,43  |
| Benon Biraaro          | Partito dei Contadini d'Uganda       | 25 600    | 0,26  |
| Joseph Mabirizi        | Indipendente                         | 24 498    | 0,25  |
| Totale                 | Totale                               | 9 851 812 | 100   |

### Elezioni parlamentari
| Liste                                | Seggi |
| ------------------------------------ | ----- |
| Movimento di Resistenza Nazionale    | 293   |
| Forum per il Cambiamento Democratico | 36    |
| Partito Democratico                  | 15    |
| Congresso del Popolo d'Uganda        | 6     |
| Indipendenti                         | 66    |
| Militari                             | 10    |
| Totale                               | 426   |